# 小行星5761
小行星5761（5761 Andreivanov）是一颗绕太阳运转的小行星，为主小行星带小行星。该小行星于1981年3月2日发现。

## 轨道参数
小行星5761的轨道半长轴为2.7407811 UA，离心率为0.353。